# David Beckham
Sir David Robert Joseph Beckham OBE (výslovnost 'bɛk.əm) (* 2. května 1975, ve Whipps Cross nemocnici v Leytonstonu, Londýn, Velká Británie) je bývalý anglický fotbalový záložník, jenž naposledy hrál za francouzský tým Paris Saint-Germain ve francouzské lize Ligue 1. Jeho největší předností byly precizně zahrávané přímé kopy a centrované míče, které s velkou přesností nacházely spoluhráče. Pelé ho roku 2004 zařadil mezi 125 nejlepších žijících fotbalistů. Dne 18. května 2013 odehrál proti týmu Brestu (výhra 3:1) své poslední soutěžní utkání na domácím stadionu. Vyhrál ligový titul v anglické, španělské, americké a francouzské lize. Prostřední jméno mu dal otec Teodor po známém kanonýrovi United Siru Robertu Charlotnu  

## Rodina
Davidův otec, Ted Beckham (narozen roku 1948) pracoval jako kuchyňský montér. Matka, Sandra West (narozena 1949) pracovala jako kadeřnice. Oba rodiče milovali fotbalový klub Manchester United, a proto pravidelně jezdili z Londýna na Old Trafford, aby viděli domácí zápasy naživo. V červenci 1999 se David Beckham oženil s Victorií Caroline Adams (poté Victoria Beckham), se kterou má syny Brooklyna (podle newyorské čtvrti Brooklyn), Romea, Cruze a dceru Harper.

## Klubová kariéra
Dvakrát skončil na druhém místě ankety Fotbalista roku, v roce 2004 byl nejlépe placeným fotbalistou na světě a v letech 2003 a 2004 byl ze všech sportovních témat nejhledanější na Googlu. Takové celosvětové přijetí z něj udělalo elitní sportovní značku a módní ikonu.
Beckhamova kariéra začala, když podepsal profesionální smlouvu s Manchesterem United. Svoji premiéru v prvním týmu si odbyl v roce 1992 v 17 letech. Během jeho pobytu zde exceloval United v anglické Premier League, vyhrál šestkrát ligový titul, dvakrát FA Cup a v roce 1999 Ligu mistrů UEFA. Ve finále Manchester porazil německý Bayern Mnichov 2:1 až dvěma góly v nastaveném čase. Oba padly po rohových kopech, které zahrával Beckham. United opustil v roce 2003 a podepsal smlouvu s Realem Madrid. Zde zůstal další čtyři sezóny.
V lednu 2007 bylo oznámeno, že Beckham opustí Real Madrid a podepíše pětiletou smlouvu s Los Angeles Galaxy. Svůj poslední zápas za Real odehrál 17. června.Proti Mallorce po dvou gólech Reyese a vlastního gólu který vstřelil Moya po tomto zápase tým převzal cenu pro mistra La Ligy.
Jeho smlouva s Galaxy vstoupila v platnost 1. července 2007. Tým ho představil 13. července na prezentaci, kde také odhalil jeho nové číslo (nadále 23). Svůj první zápas v Galaxy odehrál 21. července v přátelském zápase proti Chelsea FC na stadionu The Home Depot Center. V roce 2009 hostoval od února do června v italském klubu AC Milan.

### Paris Saint-Germain
Koncem ledna 2013 přestoupil do francouzského ambiciózního klubu Paris Saint-Germain (PSG), kde se stal spoluhráčem mj. švédského kanonýra Zlatana Ibrahimoviće, jenž tou dobou vedl tabulku střelců francouzské nejvyšší fotbalové soutěže. Beckham debutoval 24. února ve 26. kole Ligue 1 proti Olympique de Marseille, šel na hřiště v 76. minutě a založil akci, na jejímž konci byl druhý gól v síti Marseille. Zápas skončil výhrou PSG 2:0. Již o několik dní později 27. února se PSG střetlo s Olympique Marseille opět, nyní v osmifinále francouzském poháru a tentokrát anglický záložník nastoupil v základní sestavě a odehrál 86 minut. PSG zvítězil opět 2:0 a postoupil do čtvrtfinále. Na konci sezóny 2012/13 získal s PSG ligový titul. 18. května 2013 pak v zápase proti sestupujícímu Brestu odehrál své poslední soutěžní utkání na domácím stadionu (výhra 3:1), několik dní předtím oznámil konec své hráčské kariéry po ukončení sezóny 2012/13. V utkání přihrál na jeden gól.

### Přestupy
- z Manchester United do Real Madrid za 37 500 000 eur[11][12]
- z Real Madrid do Los Angeles Galaxy zadarmo

## Hráčská statistika
| Sezóna  | Klub                 | Liga             | Liga   | Liga | Ligové poháry | Ligové poháry | Ligové poháry | Kontinentální poháry | Kontinentální poháry | Kontinentální poháry | Celkem | Celkem |
| Sezóna  | Klub                 | Soutěž           | Zápasy | Góly | Soutěž        | Zápasy        | Góly          | Soutěž               | Zápasy               | Góly                 | Zápasy | Góly   |
| ------- | -------------------- | ---------------- | ------ | ---- | ------------- | ------------- | ------------- | -------------------- | -------------------- | -------------------- | ------ | ------ |
| 1992/93 | Manchester United FC | Premier League   | 0      | 0    | AP+ALP        | 0+1           | 0             | UEFA                 | 0                    | 0                    | 1      | 0      |
| 1993/94 | Manchester United FC | Premier League   | 0      | 0    | AP+ALP        | 0             | 0             | LM                   | 0                    | 0                    | 0      | 0      |
| 1994/95 | Manchester United FC | Premier League   | 4      | 0    | AP+ALP+AS     | 2+3+0         | 0             | LM                   | 1                    | 1                    | 10     | 1      |
| 1995    | Preston North End FC | 3. liga          | 5      | 2    | -             | 0             | 0             | -                    | 0                    | 0                    | 5      | 2      |
| 1995/96 | Manchester United FC | Premier League   | 33     | 7    | AP+ALP        | 3+2           | 1+0           | UEFA                 | 2                    | 0                    | 40     | 8      |
| 1996/97 | Manchester United FC | Premier League   | 36     | 8    | AP+ALP+AS     | 2+0+1         | 1+0+1         | LM                   | 10                   | 2                    | 49     | 12     |
| 1997/98 | Manchester United FC | Premier League   | 37     | 9    | AP+ALP+AS     | 4+0+1         | 2+0+0         | LM                   | 8                    | 0                    | 50     | 11     |
| 1998/99 | Manchester United FC | Premier League   | 34     | 6    | AP+ALP+AS     | 7+1+1         | 1+0+0         | LM                   | 12                   | 2                    | 55     | 9      |
| 1999/00 | Manchester United FC | Premier League   | 31     | 6    | AP+ALP+AS     | 0+0+1         | 0             | LM+ES+IP+MSK         | 12+1+1+2             | 2+0+0+0              | 48     | 8      |
| 2000/01 | Manchester United FC | Premier League   | 31     | 9    | AP+ALP+AS     | 2+0+1         | 0             | LM                   | 12                   | 0                    | 46     | 9      |
| 2001/02 | Manchester United FC | Premier League   | 28     | 11   | AP+ALP+AS     | 1+0+1         | 0             | LM                   | 13                   | 5                    | 43     | 16     |
| 2002/03 | Manchester United FC | Premier League   | 31     | 6    | AP+ALP        | 3+5           | 1+1           | LM                   | 13                   | 3                    | 52     | 11     |
| 2003/04 | Real Madrid          | Primera Division | 32     | 3    | ŠP+ŠP         | 5+2           | 2+1           | LM                   | 7                    | 1                    | 46     | 7      |
| 2004/05 | Real Madrid          | Primera Division | 30     | 4    | ŠP            | 0             | 0             | LM                   | 8                    | 0                    | 38     | 4      |
| 2005/06 | Real Madrid          | Primera Division | 31     | 3    | ŠP            | 6             | 1             | LM                   | 7                    | 1                    | 44     | 5      |
| 2006/07 | Real Madrid          | Primera Division | 23     | 3    | ŠP            | 2             | 1             | LM                   | 6                    | 0                    | 31     | 4      |
| 2007    | Los Angeles Galaxy   | MLS              | 5      | 0    | -             | 0             | 0             | SASL                 | 2                    | 1                    | 7      | 1      |
| 2008    | Los Angeles Galaxy   | MLS              | 25     | 5    | -             | 0             | 0             | -                    | 0                    | 0                    | 25     | 5      |
| 2009    | AC Milán             | Serie A          | 18     | 2    | -             | 0             | 0             | UEFA                 | 2                    | 0                    | 20     | 2      |
| 2009    | Los Angeles Galaxy   | MLS              | 15     | 2    | -             | 0             | 0             | -                    | 0                    | 0                    | 15     | 2      |
| 2010    | AC Milán             | Serie A          | 11     | 0    | -             | 0             | 0             | LM                   | 2                    | 0                    | 13     | 0      |
| 2010    | Los Angeles Galaxy   | MLS              | 10     | 2    | -             | 0             | 0             | -                    | 0                    | 0                    | 10     | 2      |
| 2011    | Los Angeles Galaxy   | MLS              | 30     | 2    | -             | 0             | 0             | LMC                  | 6                    | 0                    | 36     | 2      |
| 2012    | Los Angeles Galaxy   | MLS              | 30     | 7    | -             | 0             | 0             | LMC                  | 1                    | 1                    | 31     | 8      |
| 2013    | Paříž St. Germain FC | Ligue 1          | 10     | 0    | FP            | 2             | 0             | LM                   | 2                    | 0                    | 14     | 0      |
| Celkově | Celkově              | Celkově          | 540    | 97   | -             | 59            | 13            | -                    | 130                  | 19                   | 729    | 129    |

## Reprezentace
Beckham byl kapitán Anglie od 15. listopadu 2000 do 2. července 2006. Jako kapitán se objevil v 58 zápasech, jeho kapitánské období skončilo na mistrovství světa 2006. V roce 2007 se opět začal ukazovat v národním týmu Anglie.

## Úspěchy

### Klubové
- 6× vítěz anglické ligy (1995/96, 1996/97, 1998/99, 1999/00, 2000/01, 2002/03)
- 1× vítěz španělské ligy (2006/07)
- 2× vítěz americké ligy (2011, 2012)
- 2× vítěz anglického poháru (1995/96, 1998/99)
- 2× vítěz amerického poháru (2010, 2011)
- 4× vítěz anglického superpoháru (1993, 1994, 1996, 1997)
- 1× vítěz španělského superpoháru (2003)
- 1× vítěz Ligy mistrů (1998/99)
- 1× vítěz Interkontinentálního poháru (1999)
- 1× vítěz francouzské ligy (2012/13)

### Reprezentační
- 3× na MS (1998, 2002, 2006)
- 2× na ME (2000, 2004)

### Individuální
- Anketa Zlatý míč: 2. místo (1999)
- Anketa Fotbalista roku (FIFA): 2. místo (1999, 2001)
- 1× Nejlepší mladý hráč ligy – (1995/96)
- 1× Nejlepší záložník UEFA – (1998/99)
- 1× UEFA Club Footballer of the Year (1998/99)[14]
- 2× All Stars Team UEFA – (2001, 2003)
- 2× All Stars Team ESM – (1998/99)
- 1× fotbalista Anglie – (2003)
- 1× Sportovec roku Velké Británie – (2001)